# Деревень, Дарья Валерьевна
Дарья Валерьевна Деревень (урождённая Вахтерова; род. 2 марта 1992, Тольятти, Самарская область) — российская гандболистка, мастер спорта России международного класса.

## Биография
Родилась в Тольятти, где с десяти лет занимается гандболом. Воспитанница СДЮСШОР № 2 «Гандбол», первым тренером был Сергей Михайлович Воевода. Выступала за гандбольный клуб «Лада» и студенческую сборную России.
В 2014 году окончила Тольяттинский государственный университет. Летом 2015 года вышла замуж за гандболиста Александра Деревеня и уехала с ним в Македонию, разорвав свой контракт с «Ладой». 11 января 2017 года у супругов родилась дочь Настя, а 10 января 2019 года Дарья вернулась в гандбол, вновь став игроком «Лады».

## Достижения
- Победительница первенства России среди девушек 2005, 2006, 2007;
- Бронзовый призёр первенства России среди девушек 2008, 2009;
- Серебряный призёр чемпионата Европы среди юниорок 2009;
- Победительница X Европейского юношеского олимпийского фестиваля 2009 года в Финляндии.
- Серебряный призёр Открытого чемпионата Европы 2010 года среди юниорок в Швеции.
- Серебряный призёр I летних Юношеских Олимпийских игр 2010 года в Сингапуре.
- Победительница XXVIII Всемирной летней Универсиады 2015 года в Корее.
- Победительница чемпионата России среди молодёжных команд высшей лиги 2011;
- победительница чемпионата России среди дублирующих команд высшей лиги в 2012 году в составе «Лады-2»
- бронзовый призёр Кубка России 2013, 2014;
- серебряный призёр Кубка России 2015;
- серебряный призёр чемпионата России 2014, 2015;
- обладательница Кубка ЕГФ 2014 года в составе «Лады».